# Paranacis brunnea
Paranacis brunnea là một loài tò vò trong họ Ichneumonidae.